# Amazon World Zoo
Az Amazon World Zoo egy állatkert Angliában Wight szigetén. Ez a legnagyobb, egzotikus állatokat bemutató gyűjtemény a szigeten. Az Amazon World Zoo az A3056 út mellett a "Fighting Cocks Roadhouse"-zal szemben, Newport és Sandown között fekszik.
Az állatkert gazdag, leginkább Dél-Amerikából származó állatgyűjteményében megtalálhatók sörényes hangyászok, tamarinok és fehérpamacsos selyemmajmok, ocelotok és papagájok. Az Egyesült Királyságban itt van a legnagyobb tukángyűjtemény. Annak ellenére, hogy kilenc fajt tartanak, köztük a ritka laposcsőrű hegyitukánt, nem igazán próbálkoznak ezek szaporításával. Ebben az állatkertben látható az országban egyedül a brazil sül és a paka, melyeket őserdei környezet helyett egy egyszerű kivitelezésű betonépületben vannak, melynek a belseje hasonlít egy maja templomra. Azonban az Amazon World érzékelhetően sikeres a tamanduák és a kétujjú lajhárok tenyésztésében, mindkét faj nagyon ritkán szaporodik más gyűjteményekben.
2005-ben, miután egy bébi pingvint elloptak innen, országszerte megnőtt iránta a médiaérdeklődés.

## Külső hivatkozások
- Hivatalos honlap